# Sarah Mardini
Sarah Mardini (en árabe سارة مارديني; Damasco, 1995) es una exnadadora, refugiada siria y activista de derechos humanos.
Se hizo famosa cuando en 2015 huyó de la guerra civil siria con su hermana, la nadadora olímpica Yusra Mardini, hacia Alemania y la precaria balsa con la que cruzaron el mar Egeo junto a otros refugiados amenazó con hundirse por exceso de peso. Las hermanas se arrojaron al agua, empujaron la embarcación durante más de tres horas y salvaron a los pasajeros llegando a Lesbos. En 2022 su historia fue retratada en la película Las nadadoras.
Mardini fue arrestada por las autoridades griegas en 2018 junto a otros 23 miembros de ERCI, una ONG que prestaba auxilio a refugiados en Lesbos. Tras pasar más de 100 días en la cárcel, se encuentra en libertad bajo fianza. Su juicio dio comienzo el 10 de enero de 2023.

## Biografía

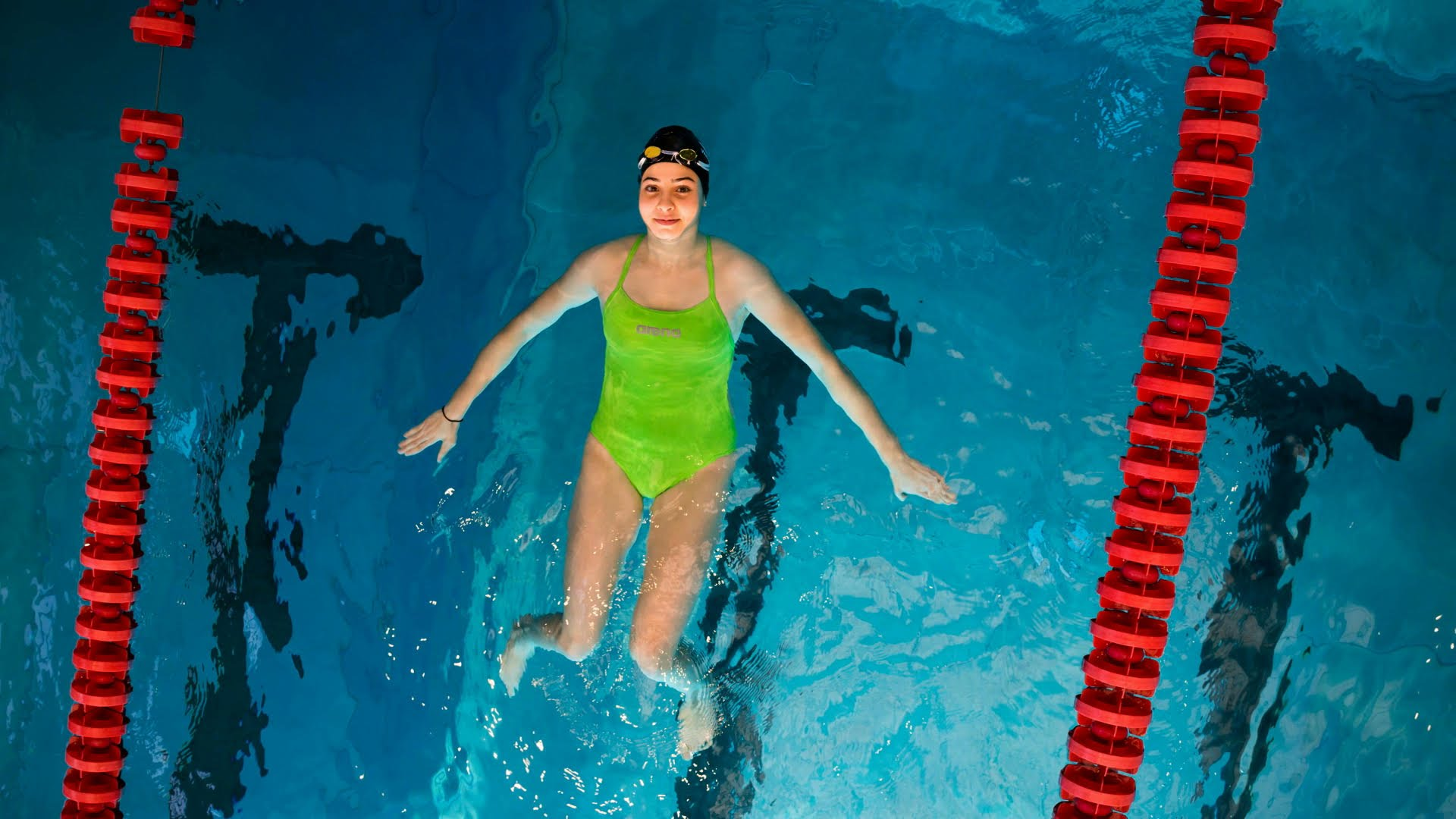
Yusra Mardini es su hermana.

Creció en Daraya, un suburbio de Damasco, con sus padres y dos hermanas menores, Yusra y Shaed.
Cuando eran niñas, ella y Yusra fueron entrenadas en natación por su padre, un exnadador profesional y entrenador. Más tarde se unieron a equipos reconocidos en Siria y llegaron a la selección nacional.
Cuando su hogar fue destruido en la Guerra civil siria, ella y Yusra decidieron huir del país en agosto de 2015. Sus padres se quedaron con su hermana menor en Damasco y solo años más tarde pudieron huir de Siria, también se les concedió asilo político en Alemania.

### Huida a Europa

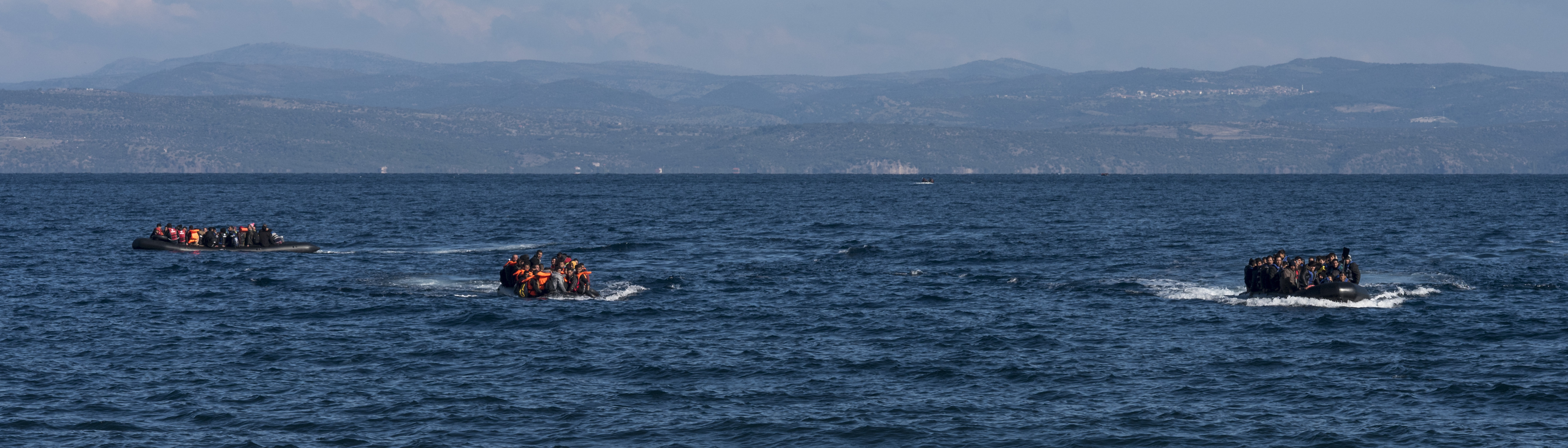
Mardini intentó cruzar el Mediterráneo en balsa, como muchos refugiados de la guerra civil siria.

Llegaron al Líbano y luego a Turquía, donde hicieron arreglos para ser llevadas de contrabando a una isla griega en barco con otros 18 refugiados en una balsa diseñada para no más de siete personas. Después de que el motor dejó de funcionar y el bote comenzó a hundirse en el mar Egeo, las hermanas y otras dos personas, que podían nadar, saltaron al agua y empujaron del barco durante más de tres horas, hasta que el grupo llegó a la isla de Lesbos.
A continuación viajaron a pie, en autobús y en tren por Grecia, los Balcanes, Hungría y Austria hasta Alemania en septiembre de 2015, donde se instalaron en Berlín y obtuvieron asilo político.

### Activismo por los refugiados
Con 21 años en 2016, regresó a la isla griega de Lesbos y se unió a Emergency Response Center International (ERCI); una organización no gubernamental, para trabajar como socorrista voluntaria y ayudar a los refugiados de la guerra civil siria. Ella y su hermana Yusra han hablado ante la Asamblea General de las Naciones Unidas y para audiencias en Alemania, Francia, Bélgica, Bulgaria y la República Checa.
El ERCI, que cooperó con Frontex y las autoridades fronterizas griegas, operaba un centro médico en el campo de refugiados de Moria descrito por Human Rights Watch y otras organizaciones como: una «prisión al aire libre». Sarah ayudó a los refugiados como traductora en este campamento durante seis meses y dijo: «Yo les hablo sobre esto. Les digo: 'Sé lo que sientes, porque he pasado por eso. Lo viví y sobreviví', y se sienten mejor, porque yo soy una refugiada como ellos».

## Arresto y juicio

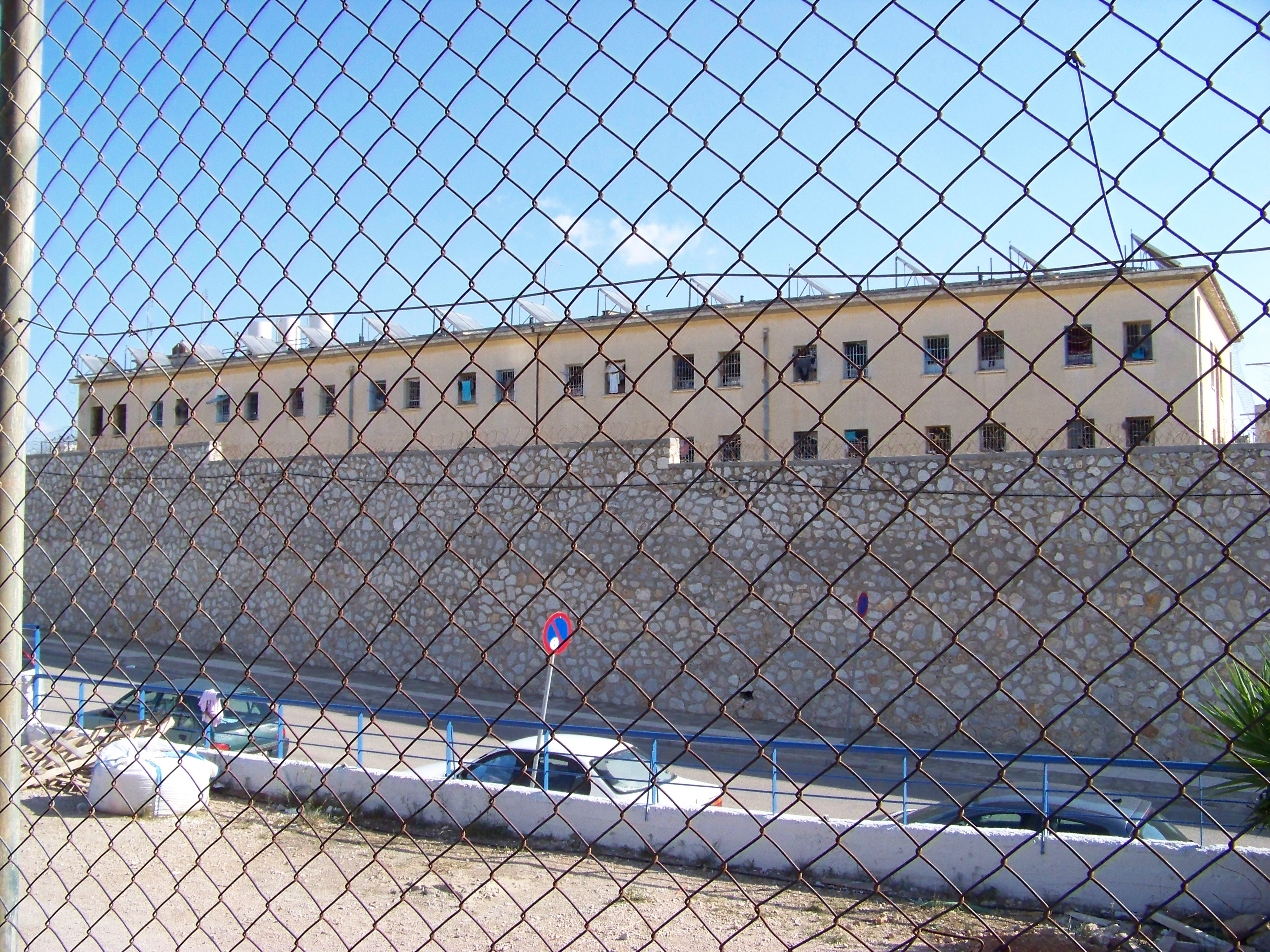
Estuvo encarcelada en la Prisión de Korydallos en 2018 durante más de 100 días.

### Arresto
Junto con Seán Binder, un activista de derechos humanos y buzo de rescate, fue arrestada en el aeropuerto de Lesbos el 21 de agosto de 2018 cuando volvía a Alemania para comenzar su segundo año en la Universidad de Berlín. Mardini, Binder y otros activistas a favor de los refugiados fueron acusados por las autoridades griegas  de: espionaje, ayuda a la inmigración irregular, blanqueo de dinero, pertenencia a una organización criminal y trata de personas. Estos cargos han sido refutados por Amnistía Internacional como actividades legales, denunciando las acusaciones contra Mardini y otros trabajadores humanitarios y defendiendo sus acciones.
Según el diario británico The Guardian, ellos y otros dos miembros de la ONG estuvieron detenidos en la prisión de Korydallos de alta seguridad en Atenas durante 106 días. Después de más de tres meses en prisión, Binder y Mardini quedaron en libertad bajo fianza de 5.000 euros y pudieron salir de Grecia.
Sus abogados dijeron que las autoridades griegas no presentaron pruebas concretas en apoyo de las acusaciones y que, de ser declarada culpable, podría ser condenada a 25 años de prisión. En noviembre de 2021 un tribunal de Lesbos aplazó los procedimientos judiciales contra ella, Binder y otros 22 miembros de ERCI por «falta de competencia» y remitió el caso a un tribunal superior.Su juicio fue pospuesto al 10 de enero de 2023.

### Juicio
El juicio de los 24 miembros de la ONG comenzó por fin el 10 de enero de 2023, más de cuatro años después de su arresto.El 13 de enero, el tribunal invalidó la acusación de espionaje. Por el contrario, se mantuvo la acusación de trata de personas, para la que se ha programado un segundo juicio. El semanario alemán Die Zeit valoró esta sentencia como una victoria intermedia para Mardini, Binder y los otros acusados y también como un mensaje político para el gobierno griego.

### Reacción internacional
Mary Lawlor, la relatora especial de ONU sobre la situación de los defensores de los derechos humanos, criticó la negativa de las autoridades griegas a permitir que Mardini estuviera presente en la sesión judicial de noviembre de 2021 y dijo: «el hecho de que las autoridades hayan pasado más de tres años investigando el caso, ha sido un elemento disuasorio para la sociedad civil que trabaja por los derechos de los migrantes en Grecia. (...) ¿A qué hemos llegado que vamos en contra de las personas que están ofreciendo solidaridad? Un veredicto de culpabilidad para la Sra. Mardini y el Sr. Binder sería un día oscuro para Grecia y para los derechos humanos en Europa».
Giorgos Kosmopoulos, responsable principal de campañas sobre migración de Amnistía Internacional, dijo lo siguiente: «Estos cargos falsos son una farsa y nunca deberían haber dado lugar a que Sarah y Seán comparecieran ante un tribunal. El aplazamiento de hoy significa que después de haber esperado más de tres años, esta terrible experiencia continuará para ambos, dejándolos en el limbo. Pedimos a las autoridades griegas que respeten sus obligaciones en materia de derechos humanos y retiren los cargos contra Sarah y Seán».
Un informe redactado en 2021 para el Parlamento Europeo llamó al proceso contra ERCI "el mayor caso de criminalización de la solidaridad en Europa" y denunció "la intimidación y el acoso sistemáticos" al que han sido sometidos los acusados.Concretamente, sobre Mardini el informe recogió las secuelas psicológicas sufridas por su detención de varios meses en una prisión de alta seguridad, incluyendo periodos de confinamiento solitario, y por las amenazas de muerte recibidas desde entonces.

## Las nadadoras
Los primeros años de vida y la huida de las hermanas Mardini de Siria a Alemania se describen en el libro autobiográfico de Yusra Mardini: «Butterfly» (Mariposa).
El libro fue adaptado en una película biográfica dirigida por Sally El Hoseini, producida por Stephen Daldry y llamada Las nadadoras. En ella Sarah es interpretada por Manal Issa, se estrenó en el Festival de Cine de Toronto el 8 de septiembre de 2022 y Netflix la lanzó para su transmisión dos meses después.